# Harpagocnema
Harpagocnema là một chi bướm đêm thuộc họ Geometridae.